# Нєйк
Нєйк (угор. Nyék, грец. νέκη) — одне із семи угорських племен, що входило до давньоугорської конфедерації племен епохи малого переселення народів, періоду вторгнення в Паннонію кінця ІХ — початку Х ст. та «Завоювання батьківщини на Дунаї» у вигляді заснованої там близько 1000 року християнської монархії — Угорського королівства.
Плем'я Нєйк згадує Костянтин VII Багрянородний в його праці «Про управління імперією». Згідно академіку Дюло Нематі, плем'я Нєйк (угор. Nyék) означає не «старий» («древній») рід, а «захисний» або «незначний». Значення угорського слова Nyék — «огорожа». Р. Г. Кузєєв і Д. Немет зіставляють плем'я Nyek з родовим підрозділом Нагман, в складі башкирського племені Усерган. Племінна назва Nyek збереглася завдяки численним назвам населених пунктів Угорщини. Шандор Торок (Török Sándor) знайшов 27 племінних назв у повному обстеженні назв поселень Угорщини. Проте вважається, що їх існує більша кількість, бо частина їх знаходиться за межами сучасної Угорщини.
Усі племена, що входили до складу давньоугорської конфедерації племен:
1. Єну — (угор. Jenő, грец. γενάχ)
2. Кеси — (угор. Keszi, грец. κασή)
3. Кийр — (угор. Kér, грец. καρή)
4. Кюртдьормот — (угор. Kürtgyarmat, грец. κουςτουγερμάτου)
5. Медьєр — (угор. Megyer, грец. μεγέρη)
6. Нєйк — (угор. Nyék, грец. νέκη)
7. Тор'ян — (угор. Tarján, грец. ταριάνου)
8. Кавари — (угор. Kabarok, грец. κάβαροι)